# Valipe
Valipe ist ein Dorf (estnisch küla) in der Landgemeinde Hiiumaa (bis 2017: Landgemeinde Pühalepa). Es liegt auf der zweitgrößten estnischen Insel Hiiumaa (deutsch Dagö).

## Beschreibung und Geschichte
Valipe (deutsch Wallipäh) hat 3 Einwohner (Stand 31. Dezember 2011). Der Ort liegt an der Südküste Hiiumaas, zwei Kilometer südöstlich von Suuremõisa (Großenhof).
1254 begann der Livländische Orden in Valipe mit dem Bau seiner ersten Festung auf Hiiumaa. Das „Wallepe Steinhaus“ blieb allerdings unvollendet.
1563 kam Hiiumaa zur schwedischen Krone. 1576 errichteten die neuen Herrscher bei dem Ort eine kleine Schanze, die sogenannte „Jürgensburg“. Heute sind noch wenige viereckige Mauerstücke und die Überreste eines Brunnens der Befestigung zu sehen.
1529 wurde das Gut von Valipe urkundlich erwähnt. Von 1571 bis 1596 gehörte es einem gewissen Pastor Mauritz Matzon. Im 16. und 17. Jahrhundert lag bei Valipe ein Hafen.